# Cervejaria Dogfish Head
Dogfish Head Brewery é uma cervejaria com sede em Milton, Delaware fundada por Sam Calagione. Abriu em 1995 e produz 175.000 barris de cerveja anualmente. A Dogfish Head tem tido um rápido crescimento - cresceu quase 400% entre 2003 e 2006. A cervejaria foi apresentada com destaque no documentário "Beer Wars" e foi objeto da série da Discovery Channel "Brew Masters", que foi ao ar entre 2010 e 2011. A cervejaria leva o nome da praia de Dogfish Head, Maine, onde Calagione passava os verões quando criança

## Produtos
Dogfish Head tende a produzir cervejas experimentais ou "extremas", tais como a  "Liquor de Malt", um licor de malte acondicionado em uma garrafa que vem em um saco de papel marrom. Frequentemente utiliza ingredientes não usuais, tais como uvas passas na "Raison D'être". E algumas cervejas, incluindo a "WorldWide Stout", a "120 Minute India Pale Ale", e a "Raspberry-flavored Strong Ale Fort", são altamente alcoólica, atingindo 18% a 20% de álcool por volume (cervejas tipicamente têm em torno de 3% a 7% de álcool por volume) .

Uma das cervejas mais estranhamente notáveis da Dogfish Head foi uma cerveja verde chamado "Verdi Verdi Good", produzida em 2005 e vendido apenas em chopp. A cerveja não era de cor verde artificialmente; em vez disso, a cor verde foi derivada de uma adição de spirulina a uma cerveja estilo Dortmunder. A spirulina é um tipo de alga verde-azulada. 
O The New York Times em 2010 fez uma matéria sobre os esforços da cervejaria para fazer cerveja chicha, uma bebida tradicional feita na América Latina a partir do milho, e que exige que o milho fosse mastigado e cuspido em uma panela comum para depois ser fermentado.

### Ancient Ales
No final dos anos 90, Dogfish Head começou uma série de "Ancient Ales", em que receitas de cerveja foram criadas com base na análise química de resíduos encontrados em cerâmicas e vasos de beber de vários sítios arqueológicos. Estas cervejas foram produzidos em colaboração com o arqueólogo molecular Dr. Pat McGovern, da Universidade da Pensilvânia. Desde 2010, nove dessas cervejas foram criadas, e somente uma (Midas Touch) é produzida regularmente o ano. As outras são produzidos numa base limitada.

## Extreme Beer Fest
Dogfish Head é a principal patrocinadora anual da "Extrema Beer Fest" da Beer Advocate em Boston, Massachusetts. A cada ano, Dogfish Head fabrica uma cerveja especial para o festival em colaboração com os irmãos Alström do site Beer Advocate. O nome deste cerveja especial é votado pelos visitantes do site. A cerveja fabricada para o festival de 2010 foi "Wrath of Pecant". Além de cerveja especial do ano, Dogfish Head (como a maioria dos outros fabricantes de cerveja) trazem versão de cervejas normais, tais como "120 Minute IPA" pressurizada através de folhas de lúpulo  especialmente alteradas, "Red & White" pressurizada através de cascas de laranja, e "World Wide Stout" pressurizada por meio de grãos de café em 2010.

## References
1. ↑  Bilger, Burkhard (24 de novembro de 2008). «A Better Brew: The rise of extreme beer». The New Yorker
2. ↑  Perman, Stacy (19 de novembro de 2007). «Dogfish Head: Brewing Up Relationships». BusinessWejjek. In 1995, Calagione opened...Dogfish Head Brewings & Eats, in Rehoboth Beach.
3. ↑  Predefinição:Cjite web
4. ↑  Spence, Kevin (21 de dezembro de 2008). «Dogfish Head beer: Luxury meets affordability: Sales continue to soar in Milton». Cape Gazette
5. ↑  «What Is In A Name ... Dogfish Head? | Dogfish Head Craft Brewed Ales». Dogfish.com. Consultado em 17 de agosto de 2012
6. ↑  «Cervejas Extremas: Raison D'être». www.cervejasextremas.com.br. Consultado em 21 de outubro de 2015
7. ↑  «Cervejas Extremas: Chicha». www.cervejasextremas.com.br. Consultado em 21 de outubro de 2015
8. ↑  «Cervejas Extremas: Cervejas Antigas da Dogfish - "Ancient Ales"». www.cervejasextremas.com.br. Consultado em 21 de outubro de 2015
9. ↑  «Cervejas Extremas: Extreme Beer Fest». www.cervejasextremas.com.br. Consultado em 21 de outubro de 2015
10. ↑  BeerAdvocate. «Extreme Beer Fest (EBF)». Beeradvocate.com. Consultado em 17 de agosto de 2012